# Zenó de Rodes
Zenó de Rodes (Zenon, Ζήνων) fou un historiador grec nadiu de l'illa de Rodes, contemporani de Polibi (segle II aC). Va escriure un llibre sobre la història de Rodes (τὴν ἐντόπιον ἱστορίαν ἑνιαίαν). Diodor de Sicília, Cefalió i Polibi contradiuen la certesa de diversos fets. Polibi va corregir alguns dels seus errors sobre geografia de Lacònia i li va escriure una carta, però ja no es va poder corregir a causa del fet que les còpies ja havien estat distribuïdes.